# Nebuloasa Carina
Nebuloasa Carina (NGC 3372, Nebuloasa Eta Carinae sau Caldwell 92) este o nebuloasă, una dintre cele mai mari și strălucitoare, din constelația Carena. Un nor izolat din partea stângă a nebuloasei este cunoscut ca Degetul lui Dumnezeu. 